# SYNOP
SYNOP – zakodowana depesza meteorologiczna zawierająca informacje o powierzchniowych obserwacjach meteorologicznych (ang. surface synoptic observations) (nazywana jest FM-12 przez WMO). SYNOP jest używany do kodowania informacji ze stacji synoptycznych obsługiwanych przez obserwatora oraz ze stacji automatycznych. Zazwyczaj jest przesyłany co godzinę. Innym kodem jest METAR, który jest wysyłany co 30 minut na stacjach wojskowych, ale zawiera mniej informacji pogodowych. SYNOP składa się z grup znaków opisujących temperaturę, ciśnienie, warunki pogodowe i inne parametry obserwowane na stacji. Depesza SYNOP zbierana prawie jednocześnie ze stacji synoptycznych na świecie stanowi podstawę większości prognoz pogody. Rozkodowaną depeszę SYNOP nanosi się na mapę synoptyczną.
Dane o górnych warstwach atmosfery zbierane są za pomocą sondaży aerologicznych.

## Przykład depeszy
```
AAXX 23181
12375 32960 51601 10107 20101 30006 40135 55001 60002 80002
333 10154 20102 93000=
```

Rozkodowanie
```
AAXX
 depesza ze stacji stałej, lądowej
23181
 2318 - dzień miesiąca: 23 godzina obserwacji: 18 hr
 1 - prędkość wiatru mierzona anemometrem w m/s
12375
 Stacja meteo: 12375 (12 - Polska, 375 - Warszawa-Okęcie)
32960
 3 - brak opadów
 2 - stacja z obsługą ludzką
 9 - podstawa chmur: 2500 m lub wyżej lub brak chmur
 60 - widzialność pozioma: 10 km
51601
 5 - wielkość zachmurzenia ogólnego: 5/8
 16 - kierunek wiatru: 160°
 01 - prędkość wiatru: 1 w m/s, odczytana z anemometru (według grupy 23181)
10107
 1 - oznaczenie grupy
 0 - temperatura dodatnia
 107 - temperatura powietrza: 10,7 °C
20101
 2 - oznaczenie grupy
 0 - temperatura dodatnia
 101 - temperatura punktu rosy: 10,1 °C
30006
 3 - oznaczenie grupy
 0006 - ciśnienie na wysokości barometru
40135
 4 - oznaczenie grupy
 0135 - ciśnienie atmosferyczne zredukowane do poziomu morza: 1013,5 hPa
55001
 5 - oznaczenie grupy
 5 - duży spadek, później mały wzrost
 001 - zmiany ciśnienia: -0,1 hPa
60002
 6 - oznaczenie grupy
 000 - wielkość opadów: 0 mm
 2 - opady za ostatnie 12 godzin
7////
 7 - oznaczenie grupy
 Pogoda bieżąca: nie oznaczono.
 Pogoda ubiegła: nie oznaczono.
80002
 8 - oznaczenie grupy
 0 - ilość chmur piętra niskiego
 0 - rodzaj chmur piętra niskiego: brak
 0 - rodzaj chmur piętra średniego: brak
 0 - rodzaj chmur piętra wysokiego: Cirrus spissatus
10154
 1 - oznaczenie grupy
 0 - temperatura dodatnia
 154 - temperatura maksymalna: 15,4 °C
20102
 2 - oznaczenie grupy
 0 - temperatura dodatnia
 102 - temperatura minimalna: 10,2 °C
93000
 930 - oznaczenie grupy
 00 - suma opadu za ostatnie 6 godzin: brak
```

## Dane powierzchniowe i depesze SYNOP
- Dane powierzchniowe z National Weather Servic
- Firma Weathergraphics sprzedaje 3 tomy obecnych i historycznych danych SYNOP w formacie depeszy oraz zdekodowanych
- Strona OGIMET umożliwia bezpłatny dostęp do depesz SYNOP
- Archiwum Iowa State University (ze strony głównej trzeba przejść do danej daty a następnie do text, syn)
- Dane powierzchniowe, nie tylko SYNOP
- Meteomanz umożliwia dostęp do danych SYNOP z depesz i prognoz numerycznych